# Provinz Tomas Barrón
Tomas Barrón ist eine Provinz im nördlichen Teil des Departamento Oruro im Hochland des südamerikanischen Anden-Staates Bolivien.

## Lage
Die Provinz Tomas Barrón ist eine von sechzehn Provinzen im Departamento Oruro. Sie liegt zwischen 17° 31′ und 17° 44′ südlicher Breite und zwischen 67° 20′ und 67° 34′ westlicher Länge. Sie grenzt im Norden und Westen an das Departamento La Paz und im Süden und Osten an die Provinz Cercado.
Die Provinz erstreckt sich über 25 Kilometer in Ost-West- und über 30 Kilometer in Nord-Süd-Richtung. Die Provinz umfasst nur neun Ortschaften, zentraler Ort ist die Landstadt Eucaliptus mit 2.626 Einwohnern (Volkszählung 2012) am nordwestlichen Rand der Provinz.

## Bevölkerung
Die Einwohnerzahl der Provinz Tomas Barrón hat sich in den vergangenen drei Jahrzehnten nur unwesentlich verändert:
| Jahr | Einwohner | Quelle       |
| ---- | --------- | ------------ |
| 1992 | 5 045     | Volkszählung |
| 2001 | 5 424     | Volkszählung |
| 2012 | 5 267     | Volkszählung |
| 2024 | 5 443     | Volkszählung |

Wichtigste Idiome der Provinz sind Spanisch und Aymara, die von 87 Prozent bzw. 82 Prozent der Bevölkerung gesprochen werden; 8 Prozent der Bevölkerung sprechen Quechua. 48 Prozent der Bevölkerung ist jünger als 15 Jahre. (2001)
26 Prozent der Bevölkerung haben keinen Zugang zu Elektrizität, 95 Prozent leben ohne sanitäre Einrichtung (1992).
49 Prozent der Erwerbstätigen arbeiten in der Landwirtschaft, 1 Prozent im Bergbau, 11 Prozent in der Industrie, 39 Prozent im Dienstleistungsbereich (2001).
66 Prozent der Einwohner sind katholisch, 27 Prozent sind evangelisch (1992).

## Gliederung
Die Provinz besteht aus nur einem einzigen Verwaltungsbezirk (bolivianisch „Municipio“):
- Municipio Eucaliptus – 5.443 Einwohner

## Ortschaften in der Provinz Tomas Barrón
- Eucaliptus 2626 Einw. – Quelcata 762 Einw. – Alcamarca 508 Einw. – Amachuma de Oruro 496 Einw. – Huancaroma 363 Einw. – Machacamarca 224 Einw.